# Esther Banda
Esther Mwila Banda (sinh ngày 4 tháng 11 năm 1958) là một cựu chính trị gia người Zambia. Bà từng là thành viên của Quốc hội cho Chililabombwe từ năm 2006 đến năm 2016, và là Thứ trưởng từ năm 2011 đến 2016.

## Tiểu sử
Banda học Cử nhân xã hội học và làm nhà xã hội học. Cô đã tham gia cuộc tổng tuyển cử năm 2001 với tư cách là ứng cử viên của Đảng Phát triển Quốc gia tại Chililabombwe, nhưng đứng thứ hai sau Phong trào ứng cử viên Dân chủ Đa Đảng Wamundila Muliokela. Trong cuộc tổng tuyển cử năm 2006, Banda là ứng cử viên của Mặt trận Yêu nước và đánh bại Muliokela (lúc đó là Bộ trưởng Bộ Quốc phòng), trở thành nghị sĩ của khu vực bầu cử. Cô được bầu lại vào năm 2011, sau đó cô được bổ nhiệm làm Thứ trưởng Chính quyền địa phương, Nhà ở, Giáo dục sớm và Bảo vệ môi trường. Năm sau, cô trở thành Thứ trưởng trong Bộ Phát triển Giới và Trẻ em mới thành lập. Vào tháng 2 năm 2015 đã trở thành Thứ trưởng Bộ Du lịch và Nghệ thuật sau khi Edgar Lungu trở thành Tổng thống. Bà cũng giữ vị trí Chủ tịch Phụ nữ Quốc gia trong Mặt trận Yêu nước.
Banda đã không tham gia cuộc tổng tuyển cử năm 2016, và đã thành công với tư cách là nghị sĩ Chililabombwe bởi ứng cử viên PF Richard Musukwa.